# اسلام‌آباد (بخش مرکزی قم)
اسلام‌آباد یا شاه‌آباد، روستایی در دهستان قنوات بخش مرکزی شهرستان قم استان قم ایران است.

## جمعیت
بر پایه سرشماری عمومی نفوس و مسکن در سال ۱۳۹۵ جمعیت این مکان ۷۹۹ نفر (۲۳۰ خانوار) بوده‌است.